# 今野敏彦
今野 敏彦（こんの としひこ、1935年 - ）は、日本の社会学者。専攻は社会学・教育社会学（人権・差別問題）。
東京府生まれ。東京学芸大学卒業、東洋大学大学院社会学研究科博士課程中退。東海大学文学部助教授、教授、三重大学人文学部教授、四国学院大学社会学部教授、東海大学教育研究所教授。1977年から1978年に米ニュージャージー州立ラトガース大学客員教授。

## 著書
- 『難民の社会学的研究 マイノリティとしての難民の考察』芸象出版部 1966年
- 『社会学講義』評論社 1967年
- 『世界のマイノリティ 虐げられた人々の群れ』評論社 1968年
- 『社会学の構成』東海大学出版会 1969年
- 『偏見の文化 その虚像と実像』新泉社 1972年
- 『見えざるこころ 脱差別論への試み』マルジュ社 1981年
- 『差別への視座』未来社 1984年
- 『差別を見抜く眼』明石書店 1985年
- 『人権をくらしのなかに』開窓社 1988年
- 『蔑視語 ことばと差別』明石書店 1988年
- 『差別を見る』明石書店 1989年
- 『「昭和」の学校行事』日本図書センター 1989年
- 『人権感覚をはぐくむ』明石書店 1995年
- 『人権・人間らしさを求めて』明石書店 1995年

### 共編著
- 『近代教育の天皇制イデオロギー 明治期学校行事の考察』山本信良共著 新泉社 1973年
- 『現代社会学の展開』小川浩一、武内成共著 東海大学出版会 1976年
- 『大正・昭和教育の天皇制イデオロギー』山本信良共著 新泉社 1976年-1977年
- 『移民史 1（南米編）』藤崎康夫共編著 新泉社 1984年
- 『移民史 2（アジア・オセアニア編）』藤崎康夫共編著 新泉社 1985年
- 『紙芝居と戦争 銃後の子どもたち』桜本富雄共著 マルジュ社 1985年
- 『不安の構造』松本一朗共著 日本コンサルタント・グループ 1985年
- 『移民史 3（アメリカ・カナダ編）』藤崎康夫共編著 新泉社 1986年
- 『ドミニカ移民は棄民だった 戦後日系移民の軌跡』高橋幸春共編 明石書店 世界人権問題叢書 1993年
- 『じんけんの詩 人権読本』1-3 編著 明石書店 1994年-2003年
- 『子どもがかたる人権の詩』編著 明石書店 1996年
- 『人権問題とは何か 偏見と差別の所在を探る』岡村遼司共編 明石書店 1997年

### 翻訳
- フェリックス・グロス『国際政治と緊張地域』東海大学出版会 1968年
- K.B.クラーク『ダーク・ゲットー 黒人の叫び』評論社 1969年
- ルイス・ワース『ユダヤ人と疎外社会 ゲットーの原型と系譜』新泉社 1971年
- H.デッキー＝クラーク『差別社会の前衛 マージナリティ理論の研究』寺門次郎共訳 新泉社 1973年
- レオナルド・ブルーム『人種差別の神話 社会心理学的考察』新泉社 1974年
- J.カールソン『白の暴風 南ア法廷闘争の全貌』水小田絹代共訳 新泉社 1979年
- ルイス・ワース『ゲットー ユダヤ人と疎外社会』マルジュ社 1981年
- トーマス・F.ペティグリュー 他『現代アメリカの偏見と差別』大川正彦共訳 明石書店 世界差別問題叢書 1985年
- ルイス・ワース『ユダヤ人問題の原型・ゲットー』明石書店 世界人権問題叢書 1993年
- エリス・キャッシュモア編著『世界の民族・人種関係事典』監訳 渡辺通弘,芝垣茂,野入直美訳 明石書店 2000年